# Lasek (Dąbrówno)
Lasek (deutsch Marienhain) ist ein kleiner Ort in der polnischen Woiwodschaft Ermland-Masuren und gehört zur Gmina Dąbrówno (Landgemeinde Gilgenburg) im Powiat Ostródzki (Kreis Osterode in Ostpreußen).

## Geographische Lage
Lasek liegt im Südwesten der Woiwodschaft Ermland-Masuren, 24 Kilometer südlich der Kreisstadt Ostróda (deutsch Osterode in Ostpreußen).

## Geschichte
Marienhain war bei seiner Gründung lediglich ein mittelgroßer Hof. Im Jahre 1905 zählte die einzige Wohnstätte des Ortes drei Einwohner. Bis 1928 war er ein Wohnplatz innerhalb des Gutsbezirks Seemen (polnisch Samin), danach bis 1945 innerhalb der gleichnamigen Landgemeinde im Kreis Osterode in Ostpreußen.
In Kriegsfolge kam 1945 das gesamte südliche Ostpreußen zu Polen. Marienhain erhielt die polnische Namensform „Lasek“ und ist heute „część wsi“ (=„Ortsteil“) von Samin (Seemen) innerhalb der Gmina Dąbrówno (Landgemeinde Gilgenburg) im Powiat Ostródzki (Kreis Osterode in Ostpreußen), bis 1998 der Woiwodschaft Olsztyn, seither der Woiwodschaft Ermland-Masuren zugeordnet.

## Kirche
Marienhain als Ortsteil von Seemen war bis 1945 in die evangelische Kirche Gilgenburg (polnisch Dąbrówno) in der Kirchenprovinz Ostpreußen der Kirche der Altpreußischen Union sowie in die römisch-katholische Kirche eben dieser Stadt eingepfarrt. Heute gehört Lasek evangelischerseits zur Kirche in Gardyny ((Groß) Gardienen), einer Filialkirche der Heilig-Kreuz-Kirche Nidzica (Neidenburg) in der Diözese Masuren der Evangelisch-Augsburgischen Kirche in Polen, außerdem zu der seit 1996 bestehenden römisch-katholischen Pfarrei Samin (Seemen) im Dekanat Grunwald (Grünfelde) des Erzbistums Ermland.

## Verkehr
Lasek ist von Samin aus über einen Landweg zu erreichen, der bis nach Dąbrowo (Heinrichswalde) im Gebiet der Gmina Grunwald führt. Eine Anbindung an den Bahnverkehr besteht nicht.